# ×Calicharis
 × Calicharis hibridni rod lukovičastih trajnica iz zapadne Kolumbije, formule Caliphruria × Eucharis. 
Jedina vrsta je križanac × Calicharis butcheri formule  	Caliphruria subedentata × Eucharis sanderi. Rod je opisan 1989.

## Sinonimi
- Eucharis ×butcheri Traub
- Urceolina butcheri (Traub) Traub